# Polistes occipitalis
Polistes occipitalis är en getingart som beskrevs av Adolpho Ducke 1904. Polistes occipitalis ingår i släktet pappersgetingar, och familjen getingar. Inga underarter finns listade i Catalogue of Life.